# Astragalus baitagensis
Astragalus baitagensis är en ärtväxtart som beskrevs av N.Ulziykh. Astragalus baitagensis ingår i släktet vedlar, och familjen ärtväxter. Inga underarter finns listade i Catalogue of Life.